# Saho Harada
Saho Harada (en japonès: 原田 早穂) (Tòquio, Japó, 5 de novembre de 1982) és una nedadora de natació sincronitzada japonesa, ja retirada, guanyadora de dues medalles olímpiques.
Harada va participar per primera vegada a una cita olímpica a Atenes. A la competició per equips va guanyar la medalla de plata juntament amb Miya Tachibana, Miho Takeda, Emiko Suzuki, Juri Tatsumi, Yoko Yoneda, Michiyo Fujimaru, Naoko Kawashima i Kanako Kitao. Quatre anys després, a Beijing Harada va ser bronze en parelles amb Suzuki i sisena en equips.
En el seu palmarès també destaquen una medalla d'or, cinc de plata i quatre de bronze al Campionat del Món i dues de plata als Jocs Asiàtics.